# خصائص التصور الإسلامي ومقوماته (كتاب)
كتاب خصائص التصور الإسلامي ومقوماته لسيد قطب يتحدث فيه عن ماهية التصور الإسلامي لله والوجود والكون والحياة والإنسان ووضعه في هذا الكون من خلال النصوص القرآنية مصحوباً بالشرح والتوجيه، وتحديد خصائص هذا التصور المتمثلة في الربانية، والثبات والشمول والتوازن والإيجابية والواقعية والتوحيد، ومقومات هذا التصور.

## محتوى الكتاب
يبدأ الكتاب بقوله: 
 ثم يبين أهمية تحديد خصائص التصور الإسلامي حيث يقول:

### أجزاء الكتاب
- كلمة من المنهج
- تيه وركام
- خصائص التصور الإسلامي
- الربانية
- الثبات
- الشمول
- التوازن
- الإيجابية
- الواقعية
- التوحيد[3]